# 阿里卡港

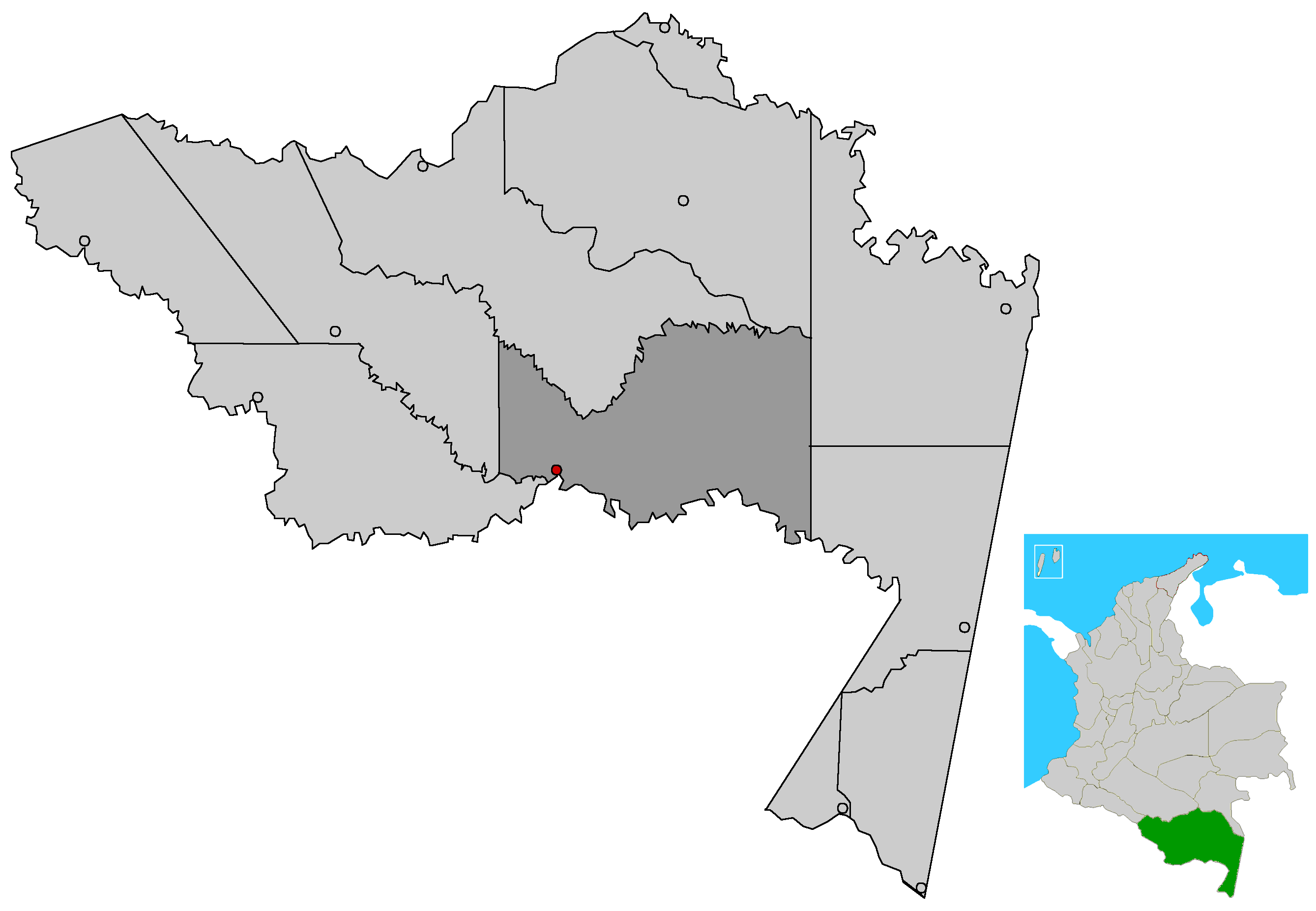

阿里卡港（西班牙語：Puerto Arica），是哥倫比亞的城鎮，位於該國南部亞馬遜省，北面是桑坦德港，南面是秘魯，西面是拉喬雷拉和埃爾恩坎托，東面是拉佩德雷拉和塔拉帕拉，海拔高度96米，2005年人口1,343。
2°08′00″S 71°44′00″W / 2.13333°S 71.7333°W